# Cleebronn
Cleebronn este o comună din landul Baden-Württemberg, Germania.